# Philammon
Dans la mythologie grecque, Philammon (en grec ancien Φιλάμμων / Philámmôn) est un aède, fils de Chioné et d'Apollon et donc le demi-frère d'Autolycos .

## Mythe
Dans la même nuit, Chioné, la petite-fille d'Éosphoros, s'unit au dieu Apollon, qui engendre Philammon, et au dieu Hermès, qui la rend mère d'Autolycos.
S'étant épris de la nymphe Argiope, Philammon a un fils, Thamyris. Le père comme le fils sont des musiciens réputés, talent reçu d'Apollon. Le premier invente les chœurs de jeunes filles et introduit les mystères de Déméter à Lerne, tandis que le second imagine de nouvelles formes musicales mais il est privé de ses dons pour avoir voulu rivaliser avec les Muses.
D'après un fragment de Phérécyde, c'est Philammon qui accompagnait les Argonautes et non pas Orphée.

### Source
- Ovide, Métamorphoses [détail des éditions] [lire en ligne] (XI, 317).